# Variable luminosa azul

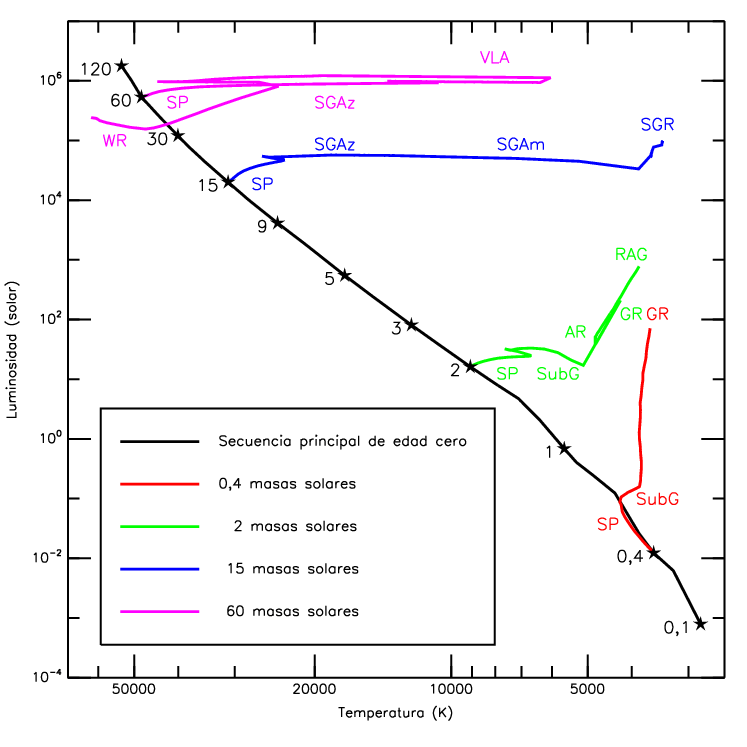
Evolución de estrellas de distintas masas representadas en el diagrama de Hertzsprung-Russell. La fase de variable luminosa azul aparece marcada como VLA para el caso de la traza evolutiva de la estrella de 60 masas solares.

Las variables luminosas azules (VLA, en inglés luminous blue variables), también conocidas como variables S Doradus, son las estrellas más luminosas que se conocen y entre las cuales se encuentran algunas de las estrellas más masivas del universo. Su número es extremadamente escaso por representar una fase breve de la evolución estelar de estrellas muy masivas, de las cuales ya hay pocas de por sí. Por suerte, su elevada luminosidad las hace muy conspicuas por lo que, aunque su número sea muy escaso, son fáciles de detectar.

## Tipos
Existen dos tipos de VLA: las de bajo brillo —que tienen relativamente poca masa y que parecen ser estrellas que han dejado atrás la fase de supergigante roja, por ejemplo HD 160529, y que al menos en algunos casos (estrellas de 20-25 masas solares) podrían ser el último estadio evolutivo antes de estallar como supernovas— y las de brillo elevado, que proceden de las estrellas más masivas, como es el caso de Eta Carinae y en cierto modo es el equivalente de estas de la fase de supergigante roja, la cual no experimentan, teniendo lugar durante las fases finales de fusión de hidrógeno en el centro de la estrella, mientras este elemento es fusionado en una capa alrededor del núcleo estelar, y durante el principio de la fase de fusión de helio en este.

## Origen y evolución
La fase VLA es una de las últimas fases de la vida de una estrella muy masiva, y existe de hecho cierta evidencia que apunta a que estos astros pueden ser progenitores de supernovas. Las VLA son estrellas cuyo brillo varía lentamente en escalas de años pero con erupciones repentinas que provocan enormes variaciones de luminosidad. Las erupciones son tan violentas que en varias ocasiones se han confundido con explosiones de supernova. Se cree que estas erupciones se producen porque la estrella se acerca peligrosamente al límite de Eddington, lo que hace que la presión de la radiación expulse sus capas más externas de forma violenta. No obstante, es posible que la presencia de estrellas compañeras también juegue un papel en las erupciones. Ese parece ser el caso para Eta Carinae, la VLA más conocida, y quizás también para P Cygni.
Los modelos teóricos indican que en la fase VLA una estrella que inicialmente tuviera 120 MSol puede llegar a expulsar decenas de masas solares. Si la estrella sobrevive a la fase VLA, se convierte en una estrella Wolf Rayet, aunque también se ha propuesto que puede darse el proceso inverso y que las Wolf-Rayet de tipo WN ricas en hidrógeno sean las precursoras de las VLAs.

### Variables luminosas azules más importantes
- Eta Carinae
- Estrella Pistola
- LBV 1806-20
- P Cygni
- S Doradus
- HD 269850 (R127)
- HD 269006 (R71)
- AG Carinae
- HR Carinae
- Wray 17-96
- AF Andromedae
- AE Andromedae
- HD 5980
- HD 160529
- HD 168607
- HD 168625
- Sanduleak -69° 202a —esta estrella ya no existe; su explosión produjo la supernova SN 1987A